# Klasak Duży

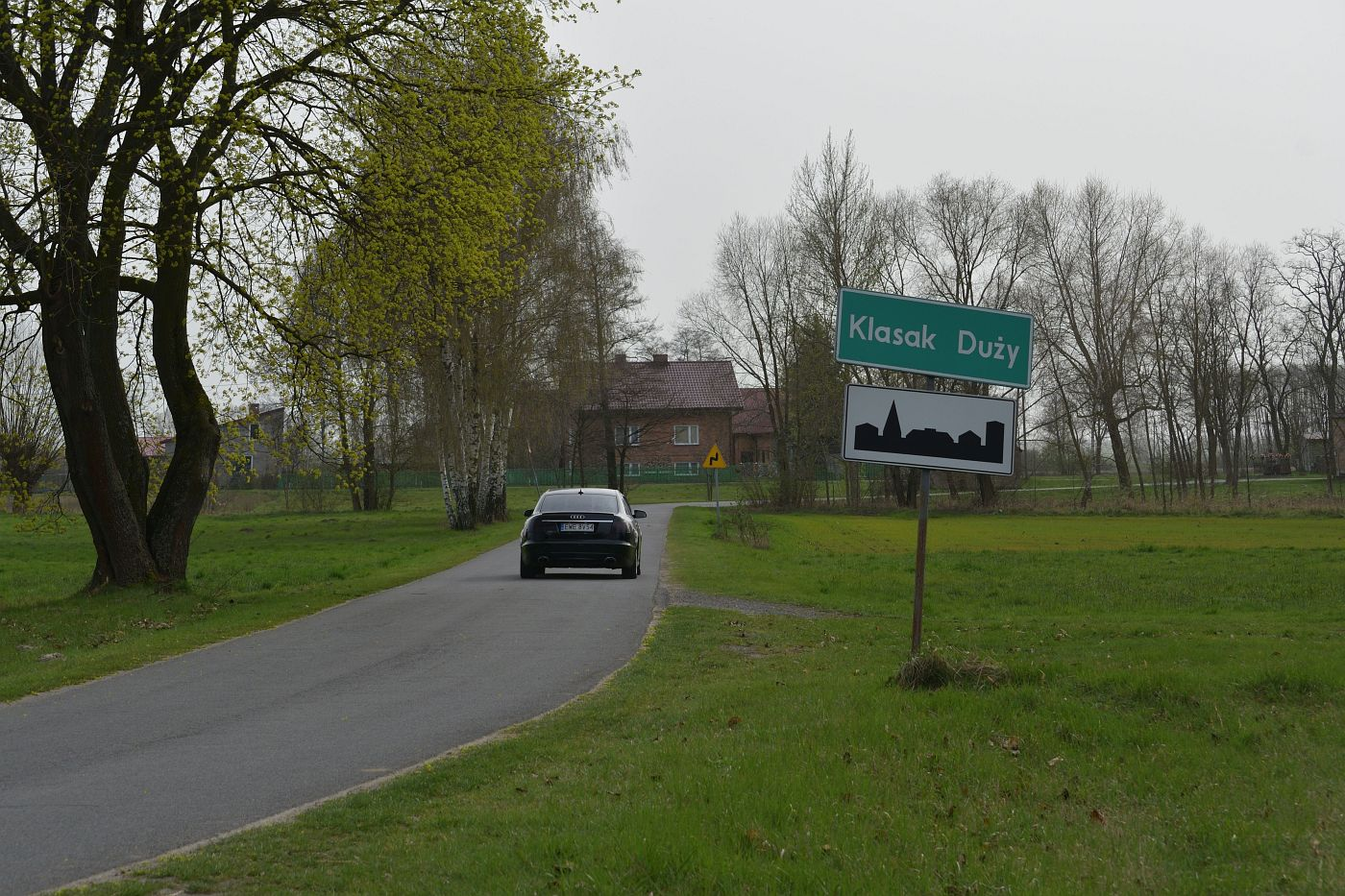
Klasak Duży, wjazd 2024

Klasak Duży – wieś w Polsce położona w województwie łódzkim, w powiecie wieluńskim, w gminie Skomlin.
W latach 1975–1998 miejscowość administracyjnie należała do województwa sieradzkiego.